# Puchar Włoch w piłce nożnej (1999/2000)
Puchar Włoch 1999/00 – 53 edycja rozgrywek piłkarskiego Pucharu Włoch.

## Półfinały
- Cagliari Calcio - Inter Mediolan 1:3 i 2:1
- S.S. Lazio - A.C. Venezia 5:0 i 2:2

## Finał
- 12 kwietnia 2000, Rzym: S.S. Lazio - Inter Mediolan 2:1
- 18 maja 2000, Mediolan: Inter Mediolan - S.S. Lazio 0:0